# Actia solida
Actia solida là một loài ruồi trong họ Tachinidae.